# Miss Viborg
Miss Viborg ist das Langfilmdebüt der dänischen Regisseurin Marianne Blicher. Die Komödie aus dem Jahr 2022 spielt in der dänische Provinzstadt Viborg.

## Handlung
In einer dänischen Kleinstadt treffen zwei Generationen von Frauen aufeinander: Die 61-jährige Solvej (Ragnhild Kaasgaard), ein ehemaliges Model, lebt zurückgezogen mit ihrem Hund in einer Sozialwohnung am Stadtrand von Viborg. Ihre Tage bestehen aus Fahrten mit ihrem Roller, dem Verkauf verschreibungspflichtiger Medikamente und Tagträumen von einem Leben jenseits der Provinz. Erinnerungen an Liebesbriefe aus der Vergangenheit begleiten sie dabei.
Durch unerwartete Ereignisse tritt die 17-jährige Kate (Isabella Møller Hansen), die rebellische Tochter ihres Nachbarn, in Solvejs Leben. Ihre Begegnung markiert den Beginn einer unwahrscheinlichen Freundschaft, in deren Verlauf die Wunden der Vergangenheit aufgedeckt werden. Trotz der Unterschiede und des Altersunterschieds entwickeln die beiden Frauen eine enge Bindung, die ihnen neue Hoffnung für die Zukunft schenkt.

## Veröffentlichung
Der Film feierte seine Uraufführung am 20. April 2023.

## Rezeption
- Lexikon des internationalen Films: „Dramatische Komödie um ein ungewöhnliches Gespann mit einer Mischung aus skurrilen Gags, ernster Zeichnung prekärer Lebensumstände und einfühlsamen Momenten. Zwar ist vieles letztlich vorhersehbar, doch erweist sich das Regiedebüt als ansprechende Talentprobe.“[2]